# Kościół św. Jana Ewangelisty w Starym Bublu
Kościół św. Jana Ewangelisty – rzymskokatolicki kościół filialny w Starym Bublu, należący do parafii św. Antoniego Padewskiego w Gnojnie, w dekanacie Sarnaki, w diecezji drohiczyńskiej. Wzniesiony jako cerkiew unicka, następnie użytkowany przez parafię prawosławną oraz parafię neounicką.
Budynek sakralny znajduje się na wschodnim krańcu wsi, na wzniesieniu. Teren otaczający go był dawniej użytkowany jako cmentarz; przetrwały pojedyncze nagrobki.

## Historia
Unicka cerkiew św. Jana Teologa została wzniesiona w 1740, a dziewięć lat później uposażona przez Antoninę Kobielską. Sto lat później przeszła gruntowny remont, natomiast w 1864 wzniesiono przy niej wolno stojącą dzwonnicę. Wskutek likwidacji unickiej diecezji chełmskiej w 1875 miejscowa parafia została włączona do eparchii chełmsko-warszawskiej Rosyjskiego Kościoła Prawosławnego. W związku ze zmianą wyznania świątynię przebudowano, wznosząc cebulaste kopuły i dobudowując wieżyczki.
W 1925 cerkiew w Bublu Starym została przekazana parafii neounickiej. 30 czerwca tego roku wizytę w świątyni złożył biskup siedlecki Henryk Przeździecki, jeden z głównych organizatorów neounii. Mieszkańcy wsi, którzy przybyli na spotkanie z nim, negatywnie odnieśli się do projektu przybycia do wsi kapłana katolickiego obrządku wschodniego i wyrazili chęć pozostawania przy prawosławiu. W końcu lat 20. XX wieku należało do niej 70 osób, w połowie następnej dekady liczba ta spadła do 40. W dwudziestoleciu międzywojennym prawosławni z Bubla Starego kilkakrotnie usuwali neounitów ze świątyni, po czym była ona zwracana parafii katolickiej. Pracę duszpasterską wśród ludności prawosławnej prowadził hieromnich Józef (Fedorczuk) z monasteru w Jabłecznej, jako duchowny nieetatowy. W 1938 prawosławni ponownie przejęli cerkiew w Bublu Starym i użytkowali ją do 1944. W wymienionym roku parafię neounicką restytuowano, lecz istniała ona tylko przez dwa lata. W 1946 świątynię przekształcono w kościół rzymskokatolicki, filię parafii w Gnojnie. Po 1966 z architektury budynku usunięto elementy bizantyjsko-rosyjskie wprowadzone po 1875: wieżyczki i cebulaste kopułki. W latach 80. XX wieku obiekt przeszedł kapitalny remont.

## Architektura
Świątynia w Bublu Starym jest wzniesiona z drewna, na podmurówce. Jest to budowla konstrukcji wieńcowej, szalowana, trójdzielna, z prostokątną (zbliżoną do kwadratu) nawą, prostokątnym przedsionkiem i również prostokątnym pomieszczeniem ołtarzowym. Do prezbiterium przylegają dwie zakrystie. Nad przedsionkiem znajduje się chór muzyczny wsparty na dwóch słupach. Nawę budynku kryje pozorne sklepienie zwierciadlane. Okna kościoła w nawie i przedsionku są półkoliste, w nawie zdwojone, zaś w prezbiterium - prostokątne, ozdobnie obramowane. Nad nawą znajduje się czteropołaciowa kopuła zwieńczona ośmioboczną latarnią z hełmem i krzyżem. Dachy nad prezbiterium i przedsionkiem są dwuspadowe, natomiast nad zakrystiami - pulpitowe. Na zachód od kościoła, w obrębie terenu świątyni, położona jest dwukondygnacyjna dzwonnica o konstrukcji słupowo-ramowej, na planie kwadratu i ośmioboczna w górnych partiach, z prostokątnymi otworami.
We wnętrzu kościoła znajduje się neobarokowy ołtarz główny powstały w 1924, być może z użyciem starszych, XVIII- i XIX-wiecznych elementów. W polu głównym ołtarza znajduje się wizerunek maryjny, w antependium obraz Ostatniej Wieczerzy. W ołtarzu znajdują się ponadto rzeźby świętych Piotra i Pawła z XIX w. Ołtarz ujęty jest parą korynckich kolumn, wieńczy go odcinkowy naczółek z promienistą glorią dekorowaną główkami puttów. Poza ołtarzem głównym w kościele znajdują się również dwa ołtarze boczne, powstałe w tym samym okresie. Znajdują się w nich ikony Chrystusa Pantokratora i św. Jana Teologa powstałe po 1875; druga była pierwotnie ikoną patronalną w niezachowanym ikonostasie cerkwi w Bublu. W kościele znajduje się również neobarokowy konfesjonał z XX w., XIX-wieczny obraz Trójcy Świętej oraz sześć lichtarzy z tego samego stulecia (cztery z początku stulecia i dwa z końca).